# Hemihegetoteri
Els hemihegetoteris (Hemihegetotherium) són un gènere extint de mamífers notoungulats de la família dels hegetotèrids que visqueren a Sud-amèrica des del Miocè mitjà fins al Pliocè inferior, fa entre 3,8 i 16 milions d'anys. Se n'han trobat restes fòssils a l'Argentina, el centre-sud de Bolívia i, possiblement, el sud de Veneçuela. Aproximadament igual de grossos que un gat, es trobaven entre els animals més comuns dels hàbitats oberts que ocupaven. Es nodrien de matèria vegetal. El nom genèric Hemihegetotherium significa ‘mitja bèstia capitost’ o, menys literalment, ‘mig Hegetotherium’.